# Основні кораблі

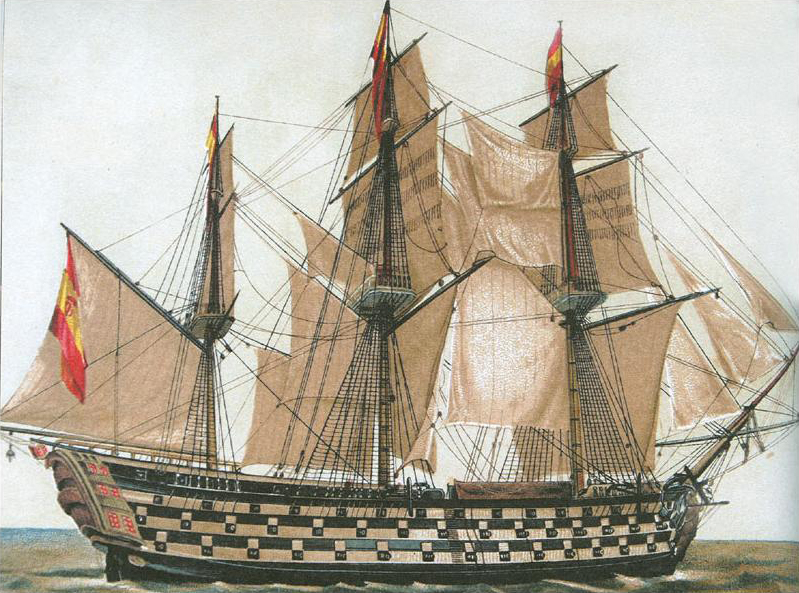
Лінійні бойові кораблі були найбільшими кораблями епохи вітрила. Наприклад, іспанський 112-гарматний корабель Santa Ana.

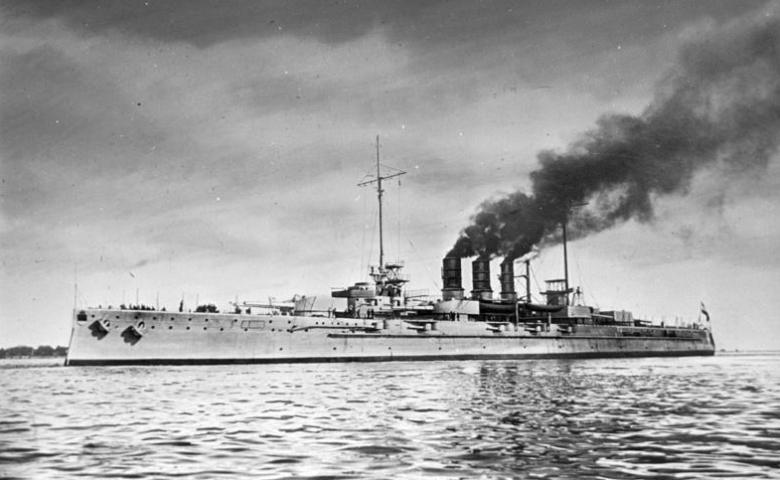
Лінкори, що прийшли на зміну морально застарілим вітрильним суднам, залишалися основною бойовою одиницею військово-морського флоту до Другої світової війни.

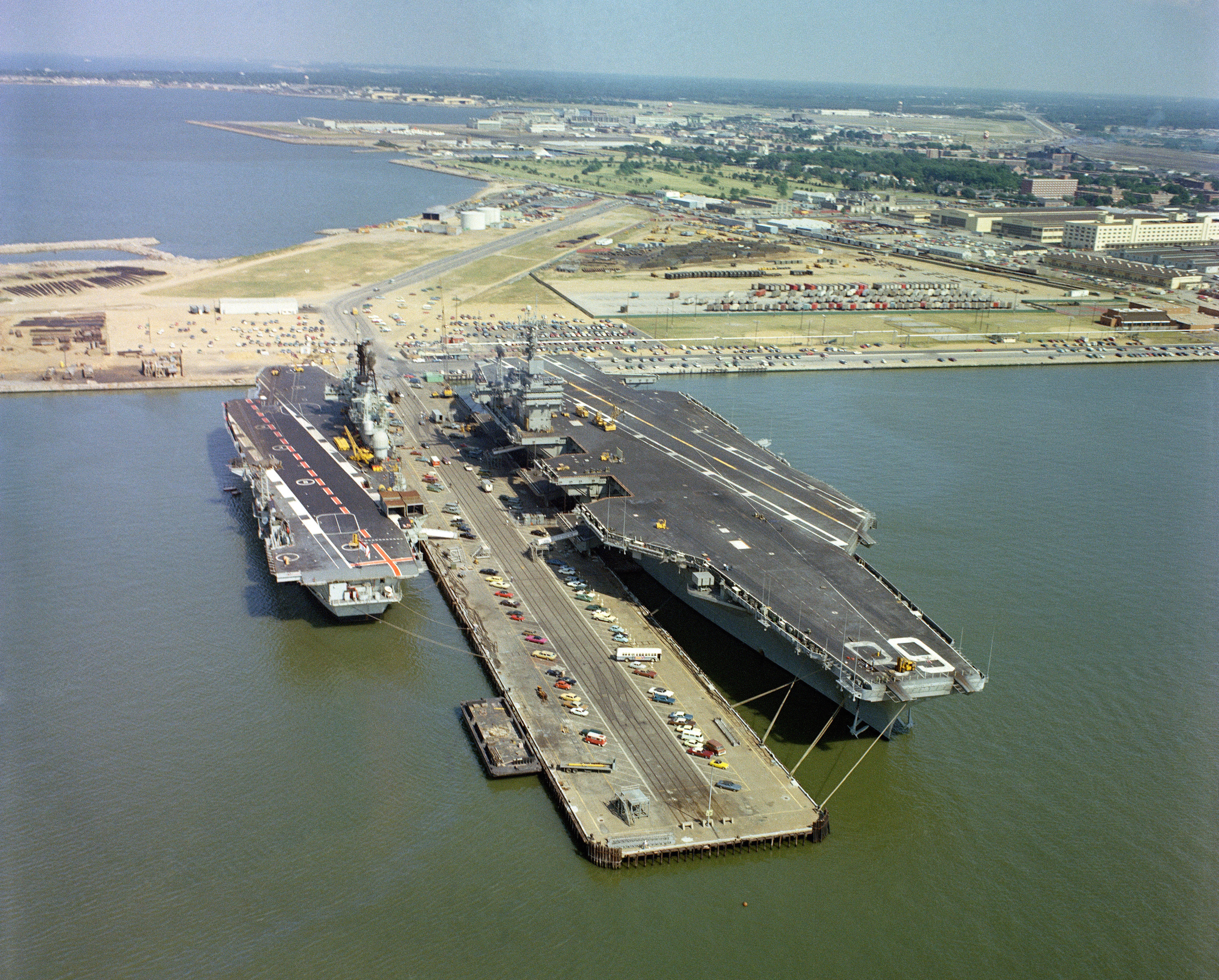
Авіаносці — основна ударна сила сучасних військово-морських сил.

Основні кораблі забезпечують здатність флоту вести бій. Втрата основних бойових кораблів означає поразку флоту у битві.

## Типи основних кораблів
В епоху вітрил основними кораблями були лінійні, які формували лінію битви. Згодом як основні кораблі їх замінили броненосці, а потім лінкори (дредноути). Термін «основні кораблі» вперше використали у Вашингтонській морській угоді 1922 року для позначення лінкорів та лінійних крейсерів. Озброєні гарматами калібру 305 міліметрів і вище, вони могли знищити будь-який надводний корабель. Водночас броня лінкорів надійно захищала їх від вогню гармат крейсерів та есмінців.
Бойові дії на Тихому океані під час Другої світової війни продемонстрували ударний потенціал палубної авіації авіаносців, яка отримала можливість потопити ворожі лінійні кораблі задовго до того, як вони зможуть наблизитись до авіаносного ударного з'єднання для застосування своєї артилерії. Таким чином авіаносці замінили лінкори як основні бойові кораблі.
Тоннажність як у перших дредноутів мають також озброєні балістичними ракетами з ядерними боєголовками підводні човни. Враховуючи їх роль у ядерній стратегії, такі підводні човни можна розглядати як основні бойові кораблі тих флотів, які мають їх на озброєнні. Показово, що у флотах Великої Британії та США такі підводні човни отримували назви, які раніше носили лінкори. Так, ім'я «Dreadnought» мав перший британський підводний човен з атомним двигуном, а нині воно присвоєне закладеному у кінці 2016 року підводному човну нового покоління.